# Фокс Појнт (Висконсин)
Фокс Појнт (енгл. Fox Point) град је у америчкој савезној држави Висконсин.

## Демографија
По попису из 2010. године број становника је 6.701, што је 311 (-4,4%) становника мање него 2000. године.
| Група             | 2000.         | 2010.         |
| Белци             | 6.641 (94,7%) | 6.001 (89,6%) |
| Афроамериканци    | 85 (1,2%)     | 188 (2,8%)    |
| Азијати           | 150 (2,1%)    | 248 (3,7%)    |
| Хиспаноамериканци | 74 (1,1%)     | 162 (2,4%)    |
| Укупно            | 7.012         | 6.701         |